# みんなの富士宮やきそば
みんなの富士宮やきそばは、2013年3月22日に発売された、富士山のローカルアイドルグループTEAM MIIのシングル。アルバム『TEAM MII 全曲集』収録。

## 解説
「ゆるメーター」は、ライブに参加しない幽霊部員であった井出ちよのたち「ゆるメン」の為に作られた楽曲で、井出に初めて歌唱パートが与えられた楽曲であり、これ以降活動に対する意欲が出てきたと『TEAM MII 全曲集 ガイドブック』の対談で述べている。
「ゆうれい商店街」は、歌詞の内容は2001年にイオンモール富士宮がオープンして以降の地元商店街の現状（シャッター商店街）に対するシンパシーであり、市役所からタイトルが不適切として「がんばれ商店街」にしてくれないかとストップが入ったが、石田彰がこれを固辞したためお蔵入りとなった。
CDは長らく廃盤であったが、2014年12月29日からOTOTOYで24bit/44.1kハイレゾ音源での配信が開始された。

## 収録曲
全作詞・作曲：石田彰
1. みんなの富士宮やきそば
2. ゆるメーター
3. ゆうれい商店街
4. みんなの富士宮やきそば [Instrumental]
5. ゆるメーター [Instrumental]
6. ゆうれい商店街 [Instrumental]